# Prince (альбом)
Prince — другий студійний альбом американського співака та композитора Прінса, виданий 19 жовтня 1979 року. Цей альбом Прінс спродюсував, написав та скомпонував самостійно. Загалом, альбом вважався більш різноманітним, ніж For You.
Prince зайняв 22-е місце в Billboard 200 та третє місце в Billboard R&B Chart. До Billboard Hot Black Singles потрапили пісні «Why You Wanna Treat Me So Bad?», «Sexy Dancer» та «I Wanna Be Your Lover». Сингл «I Wanna Be Your Lover» став першим хітом Прінса, що зайняв 11-е місце в Billboard Hot 100  . У Сполучених Штатах альбом став платиновим.

## Історія створення
Альбом був повністю скомпонований, написаний та спродюсований Прінсом. Лише частково у записі пісні «Why You Wanna Treat Me So Bad?» брав участь близький друг та бас-гітарист Андре Сімон. Альбом отримав схвальні відгуки музичних критиків та інтернет-видань.
В 1994 році Прінс записав дещо іншу версію пісні «Bambi» для альбому The Undertaker.

### 2019
19 жовтня 2019 року синглом було видано акустичну демо-версію пісні «I Feel For You» з нагоди 40-річчя альбому.

## Список композицій
Автор музики і слів Прінс. 
| Перша сторона | Перша сторона                       | Перша сторона |
| #             | Назва                               | Тривалість    |
| ------------- | ----------------------------------- | ------------- |
| 1.            | «I Wanna Be Your Lover»             | 5:49          |
| 2.            | «Why You Wanna Treat Me So Bad?»    | 3:49          |
| 3.            | «Sexy Dancer»                       | 4:18          |
| 4.            | «When We're Dancing Close and Slow» | 5:23          |

| Друга сторона | Друга сторона          | Друга сторона |
| #             | Назва                  | Тривалість    |
| ------------- | ---------------------- | ------------- |
| 5.            | «With You»             | 4:00          |
| 6.            | «Bambi»                | 4:22          |
| 7.            | «Still Waiting»        | 4:12          |
| 8.            | «I Feel for You»       | 3:24          |
| 9.            | «It's Gonna Be Lonely» | 5:27          |